# BORDER (미디어 믹스 프로젝트)
《BORDER》(보더)는 일본의 소설가·카네시로 카즈키 원작에 의해 2013년부터 개시된 만화, 텔레비전 드라마, 소설의 미디어 믹스 프로젝트이다.
프로젝트 전체로서의 캐치프레이즈는 〈사람은 죽으면, 어디에 가는 걸까.〉.

## 공통된 주요 등장인물
이시카와 안고
경시청 형사부 수사 1과 제2강행범 수사·살인범 수사 제4계 제1반 형사. 순사부장.
타치바나 유마
경시청 형사부 수사 1과 제2강행범 수사·살인범 수사 제4계 제1반 형사. 순사부장.
이시카와의 동료.
히가 미카
경시청 형사부에 소속하는 준캐리어 경찰관. 경부.
이치쿠라 타쿠지
경시청 형사부 수사 1과 제2강행범 수사·살인범 수사 제4계 제1반 반장. 경부보.

## 만화
《BORDER》의 타이틀로, 2013년 12월호부터 2015년 5월호까지 〈영 에이스〉에서 연재되었다. 작화는 코테가와 유아.

### 만화판 등장인물
이시카와 안고
주인공. 형사.
하루나
경찰 대학교 간부과 재학 중. 경부보.
히가 미카
특별 검시관.
타치바나 유마
이시카와와 동기인 동료.
이치쿠라
이시카와와 타치바나의 상사인 형사.

### 서지 정보
- 코테가와 유아 (만화), 카네시로 카즈키 (원안) 《BORDER》 카도카와 쇼텐 〈카도카와 코믹스 에이스〉, 전 4권
  1. 제1권, 2014년 3월 26일 발매[1], ISBN 978-4-04-121071-0
  2. 제2권, 2014년 5월 2일 발매[2], ISBN 978-4-04-121103-8
  3. 제3권, 2014년 12월 4일 발매[3], ISBN 978-4-04-102290-0
  4. 제4권, 2015년 5월 2일 발매[4], ISBN 978-4-04-103085-1

## 소설
카네시로를 원안으로 해, 후루카와 슌쥬에 의한 오리지널 플롯으로 소설화되었다.

### 서지 정보
- 후루카와 슌쥬 (소설), 카네시로 카즈키 (원안) 《BORDER 경시청 수사 1과 살인범 수사 제4계》 카도카와 쇼텐 〈카도카와 분코〉, 2014년 2월 25일 발매, ISBN 978-4-04-101234-5

## 텔레비전 드라마
《BORDER 경시청 수사 1과 살인범 수사 제4계》(일본어: BORDER 警視庁捜査一課殺人犯捜査第4係 ボーダー けいしちょうそうさいっかさつじんはんそうさだいよんがかり[*])의 타이틀로 텔레비전 드라마화되었다. 2014년 4월 10일부터 6월 5일까지 매주 목요일 21:00 ~ 21:54에, TV 아사히 계열의 〈목요드라마〉 시간대에서 방송되었다. 주연은 오구리 슌.

### 캐스트

#### 경시청 형사부
이시카와 안고 (31) - 오구리 슌
순사부장. 제2강행범 수사·살인범 수사 제4계 제1반 소속.
타치바나 유마 (31) - 아오키 무네타카
제1반 형사. 이시카와의 동료.
히가 미카 (25) - 하루
경부보. 특별 검시관.
이치쿠라 타쿠지 (44) - 엔도 켄이치
제1반 반장. 이사카와의 상사.

#### 이시카와의 협력자
아카이 (44) - 후루타 아라타
정보상.
스즈키 (36) - 타키토 켄이치
심부름 센터.
가핑클 - 노마구치 토오루
사이먼과 콤비를 이루는 해커.
사이먼 - 하마노 켄타
가핑클과 콤비를 이루는 해커.
카이코 - 야마구치 요시유키
바텐더. 아카이의 동료.

#### 의과 대학 법의학 교실
미야사토 - 하루키
의학생. 히가의 조수.
하시즈메 - 와타나베 사오리
의학생. 히가의 조수.
카네하라 - 오쿠마 유이
의학생. 히가의 조수.

### 스태프
- 원안·각본 - 카네시로 카즈키
- 음악 - 카와이 켄지
- 감독 - 하시모토 하지메, 하타노 타카후미
- 주제가 - MAN WITH A MISSION 〈evils fall〉 (Sony Music Records)
- 촬영 감독 - 아이다 마사히로
- 토털 아트 디자인 - 후지타 코조
- 특수 메이크 - 우메자와 소이치
- 액션 코디네이트 - 미야키 요시오
- 건 이펙트 - BIG SHOT
- 제너럴 프로듀스 - 마츠모토 모토히로 (TV 아사히)
- 프로듀스 - 야마다 켄지 (TV 아사히), 오오타 마사하루 (5학년 B반)
- 협력 프로듀스 - 이케다 히로유키 (KADOKAWA)
- 라인 프로듀스 - 타가미 리사 (5학년 B반)
- 기획 협력 - KADOKAWA
- 제작 협력 - 5학년 B반
- 제작 저작 - TV 아사히

### 수상
- 갤럭시상 2014년 6월도 월간상 수상
- 제81회 더 텔레비전 드라마 아카데미상
  - 최우수 작품상
  - 주연 남우상 (오구리 슌)
  - 각본상 (카네시로 카즈키)
- 2014년 도쿄 드라마 어워드 작품상·우수상 (연속 드라마 부문)

### 방송 일자
| 각 화                                                       | 방송일          | 부제 | 프로그램표                                              | 감독            | 시청률 |
| ----------------------------------------------------------- | --------------- | ---- | ------------------------------------------------------- | --------------- | ------ |
| 제1화                                                       | 2014년 4월 10일 | 발현 | 발현~일가 참살 사건 거듭된 붉은 발자국                  | 하시모토 하지메 | 9.7%   |
| 제2화                                                       | 4월 17일        | 구출 | 구출~연속 살인…7명째 피해자는 살아 있다!?               | 하시모토 하지메 | 9.7%   |
| 제3화                                                       | 4월 24일        | 연쇄 | 연쇄~정형한 시체와 혈흔이 없는 슈트의 수수께끼          | 하타노 타카후미 | 10.1%  |
| 제4화                                                       | 5월 1일         | 폭파 | 폭파~취급 주의와 붙인 시체 왜 경기장이 표적에           | 하타노 타카후미 | 12.0%  |
| 제5화                                                       | 5월 8일         | 추억 | 추억~신원 불명 시체의 결혼 반지와 기억을 잃은 남자      | 하시모토 하지메 | 13.1%  |
| 제6화                                                       | 5월 15일        | 고뇌 | 고뇌~자살 현장의 나뭇가지에 가려진 범행 예고            | 하타노 타카후미 | 11.6%  |
| 제7화                                                       | 5월 22일        | 패배 | 패배~사라진 뺑소니 차와 사라진 증언자들                 | 하시모토 하지메 | 16.7%  |
| 제8화                                                       | 5월 29일        | 결단 | 결단~이시카와는 누구에게 공격당했다? 진범인과 모든 진상 | 하타노 타카후미 | 12.8%  |
| 최종화                                                      | 6월 5일         | 월경 | 월경~이시카와 안고 최후의 결단                          | 하시모토 하지메 | 14.4%  |
| 평균 시청률 12.2% (시청률은 칸토 지구·비디오 리서치사 조사) |                 |      |                                                         |                 |        |

- 첫회는 15분 확대 (21:00 ~ 22:09).
- 제7화는 45분 지연 (22:00 ~ 22:54).

| TV 아사히 목요드라마              | TV 아사히 목요드라마                                            | TV 아사히 목요드라마                                      |
| 이전 작품                         | 작품명                                                          | 다음 작품                                                 |
| --------------------------------- | --------------------------------------------------------------- | --------------------------------------------------------- |
| 긴급취조실 (2014.1.9 ~ 2014.3.13) | BORDER 경시청 수사 1과 살인범 수사 제4계 (2014.4.10 ~ 2014.6.5) | 제로의 진실 ~감찰의·마츠모토 마오~ (2014.7.17 ~ 2014.9.4) |